# Sébastien Racle
Sébastien Racle (ou Sébasien Rale, Rasle ou Rasles), né le 4 janvier 1652 ou le 4 janvier 1657 à Pontarlier dans le Doubs (France) et mort (tué) le 23 août 1724 à Old Point, dans le Maine (États-Unis), était un prêtre jésuite français et missionnaire en Acadie et grammairien. 
Envoyé en mission au Québec, il vécut chez les peuples outaouais, huron et illinois dont il étudia les différents dialectes. À partir de 1693, il se fixa chez les Abénaquis à Narrantsouac, sur les bords de la Kennebec. Les Abénaquis menant des raids incessants sur les forts britanniques, le gouverneur de la Nouvelle-Angleterre mit sa tête à prix. Il trouva la mort lors d'une attaque britannique décisive en août 1724.

## Jeunesse et formation
Reçu dans la Compagnie de Jésus le jeune Sébastien fit son noviciat à Dole à partir du 24 septembre 1675. Le noviciat terminé, il fut nommé professeur de cinquième au séminaire de Carpentras, où il résida deux ans ; puis il fut appelé à Nîmes puis, successivement, à Carpentras et à Lyon, où il enseigna la théologie. Il avait probablement été ordonne prêtre en 1686. Sa formation spirituelle et intellectuelle s'achève avec le Troisième An.  Il part ensuite pour le Canada le 23 juillet 1689.

## La mission des Illinois
Le père Racle débarqua à Québec le 13 octobre. Il fut envoyé à la mission abénaquise de Saint-François à côté de Trois Rivières et s'engage immédiatement dans des études linguistiques sur la structure grammaticale de la langue des aborigènes;
« À mon arrivée à Québec, écrivait-il à son frère, je m’appliquai à la langue de nos sauvages. Cette langue est très difficile, car il ne suffit pas d’en étudier les termes et leur signification, et de se faire une provision de mots et de phrases, il faut encore savoir le tour de l’arrangement que les sauvages leur donnent, et que l’on ne peut guère attraper que par le commerce et la fréquentation de ces peuples. »
Le père Racle, qui était doué d'une mémoire prodigieuse, eut bientôt fait de se familiariser avec l'abénaqui. Il apprit en outre à parler correctement l'outaouais, le huron et l'illinois. C'était un homme de grande énergie, jouissant d'une santé des plus robustes, mû en outre par un zèle que son départ pour un pays lointain avait déjà montré.
Le 13 août 1691, il partit pour la mission des Illinois, qui avaient perdu leur missionnaire. Il n'arriva à destination qu'au printemps suivant, ayant dû s'arrêter plusieurs mois à Michillimakinac. Dans une lettre à son frère, il nous fait connaître avec un grand luxe de détails.
les mœurs des Illinois, chez qui il resta deux ans. 

## La mission de Narrantsouack
Enfin, en 1693, le père Racle fut appelé à prendre le chemin de la mission abénaquise de Narrantsouack, petit village situé à 10 km de Norridgewock, presque vis-à-vis l'embouchure de la rivière Sandy dans le Kennebec. C'est là qu'il passera les trente dernières années de sa vie, chez ces Abénaquis dont il avait su apprécier les excellentes dispositions tant à l'égard de la religion catholique qu'à l'égard des Français, avec qui ils étaient alliés depuis de longues années. 
Étant plus proches des comptoirs anglais, ils commerçaient davantage avec les négociants de Boston qu'avec ceux de Québec. Les Bostonnais espéraient toujours qu'ils finiraient par s'attacher une nation dont ils pourraient utiliser la valeur et le courage au cours des guerres qui menaçaient d'éclater entre la France et l'Angleterre. De leur côté, les Abénaquis avaient juré fidélité à la France, et ils virent toujours d'un mauvais œil la conduite des Bostonnais à leur égard, qui, pendant un certain nombre d'années, put se résumer en de belles promesses[réf. nécessaire].

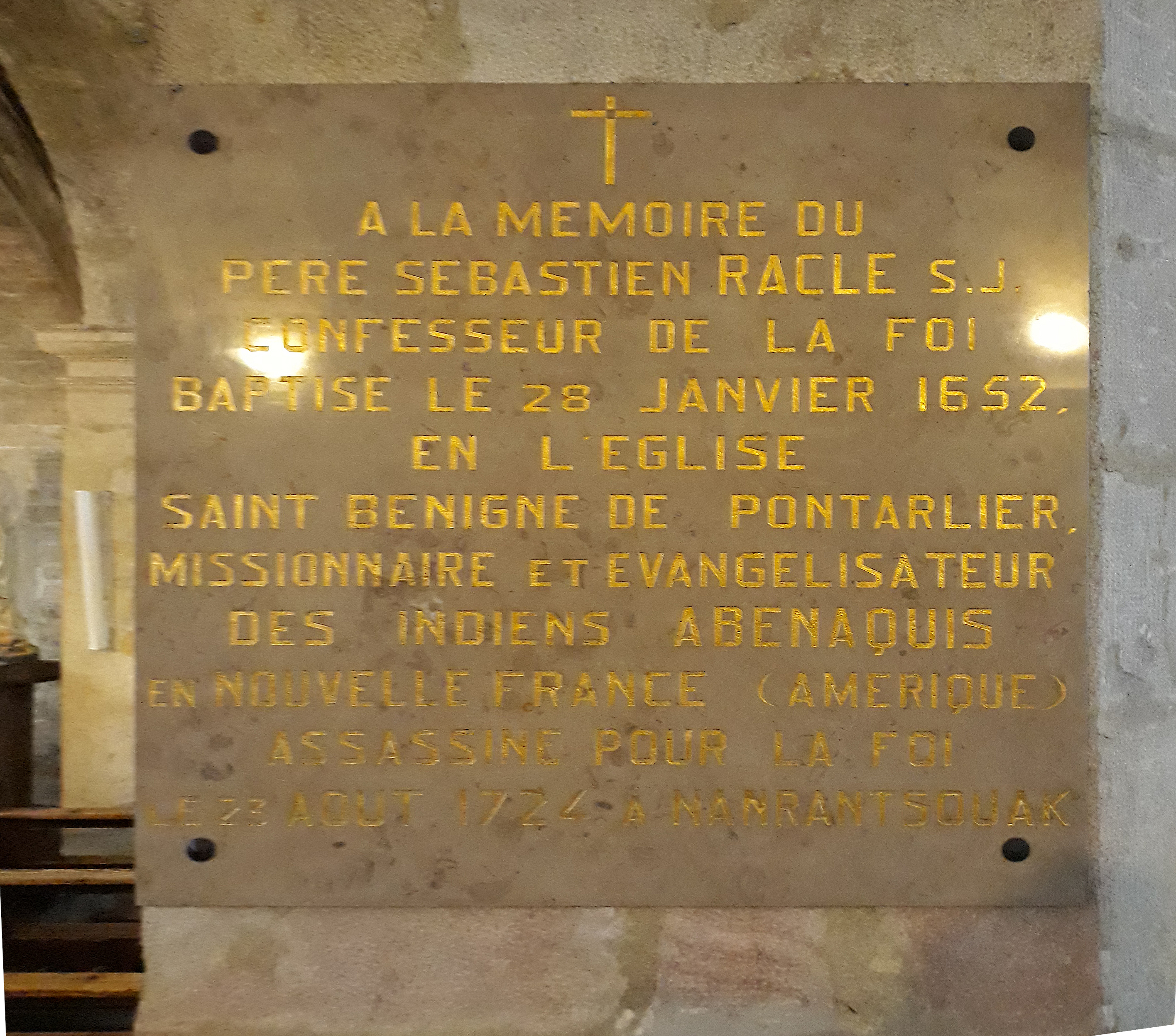
Plaque commémorative dans l'église Sainte Bénigne de Pontarlier.

Le père Racle était un missionnaire avant tout. Ses supérieurs l'avaient envoyé à Narrantsouak pour s'occuper de l'avenir religieux des Abénaquis, et nullement pour y faire de la politique, ni même aider les Français dans leurs guerres. Il trouva sur les bords de la rivière Kennebec une peuplade déjà christianisée au contact des Jésuites. Sans être nombreux, ils étaient redoutables, seulement ils pouvaient manquer de direction: lorsque grisés par une victoire, ils s'acharnaient à tourmenter les vaincus sans que le missionnaire fût capable de réprimer ces élans. 
Tel fut le cas pour le père Racle : malgré tout l'ascendant dont il jouissait sur les Abénaquis, malgré toutes ses recommandations, ils abusèrent souvent de leurs victoires, plutôt par vengeance que par avidité. Les mœurs des Amérindiens étaient à peu près identiques sous ce rapport, et les Iroquois alliés des Anglais, ne le cédaient pas aux autres en férocité.

## Relations avec les autorités britanniques
Quelque temps après l'arrivée du père Racle à Narrantsouak, le gouverneur de la Nouvelle-Angleterre demanda une entrevue avec les Abénaquis. Ceux-ci consentirent, mais à condition que le missionnaire y assistât, afin de s'assurer que tout se fît sans préjudice à la religion et à la couronne de France. Le père dut se rendre au lieu de l'entrevue. « Je me trouvai, dit-il, où je ne souhaitais pas être, et où le gouverneur ne souhaitait pas que je fusse. »  Après avoir sollicité les Abénaquis de rester neutres, le gouverneur prit à part le père Racle, et lui dit : « Je vous prie, monsieur, de ne pas porter vos Indiens à nous faire la guerre. » Ce à quoi répondit le missionnaire : « Ma religion et mon caractère de prêtre m’engagent à ne leur donner que des conseils de paix. »
Ce langage pouvait être sincère, car la vengeance est contraire à la foi catholique, et les Abénaquis tiraient une grande partie de leur subsistance dans la Nouvelle-Angleterre, et leur commerce d'échanges se faisait surtout à Boston.
Tout ce qui se dégage de la correspondance échangée par le Père Racle avec le gouverneur ou l'intendant de la Nouvelle-France, ne sort pas du domaine des recommandations au sujet du sort des Abénaquis et de l'importance de conserver leur affection. Si, d'un côté, le gouvernement du Canada rendait quelques services à ces Amérindiens, ceux-ci ne pouvaient pas s'en tenir à une alliance stérile. Le père Racle pouvait leur rappeler leur devoir à cet égard, sans manquer à son rôle de missionnaire.

## Refus de quitter la mission abénaquise
Cependant les Anglais le rendaient responsable de l'intervention à main armée des guerriers abénaquis. Ils mirent sa tête à prix, offrant jusqu'à quatre mille livres sterling pour se procurer ce chef précieux. Les Amérindiens résistèrent à toutes les séductions, et, comme pour éviter toute tentative, ils devinrent encore plus fervents, et plus dévoués au père. Leur attachement devint de plus en plus étroit, au fur et à mesure que les années s'avançaient.
Un jour, le bruit se répandit que les Anglais avaient envahi le quartier où demeurait le missionnaire. Ils décidèrent aussitôt de poursuivre les envahisseurs et de les traquer jusque dans leurs derniers retranchements, dût-il leur en coûter la vie. Mais c'était une fausse alerte. De pareilles scènes se renouvelèrent souvent, et toujours les Amérindiens se montrèrent disposés à défendre leur missionnaire. Prévoyant qu'un jour ou l'autre il lui arriverait malheur, ils lui proposèrent de s'enfoncer plus avant dans les terres vers Québec, mais il leur dit : « Quelle idée avez-vous de moi ? Me prenez-vous pour un lâche déserteur ! Hé ! que deviendrait votre foi si je vous abandonnais ? Votre salut m'est plus cher que la vie. » Au père de la Chasse qui était venu le voir à Narrantsouack, et lui conseillait de mettre sa vie en sûreté, il disait : « Mes mesures sont prises, Dieu m'a confié ce troupeau, je suivrai son sort, très heureux de m'immoler pour lui. »

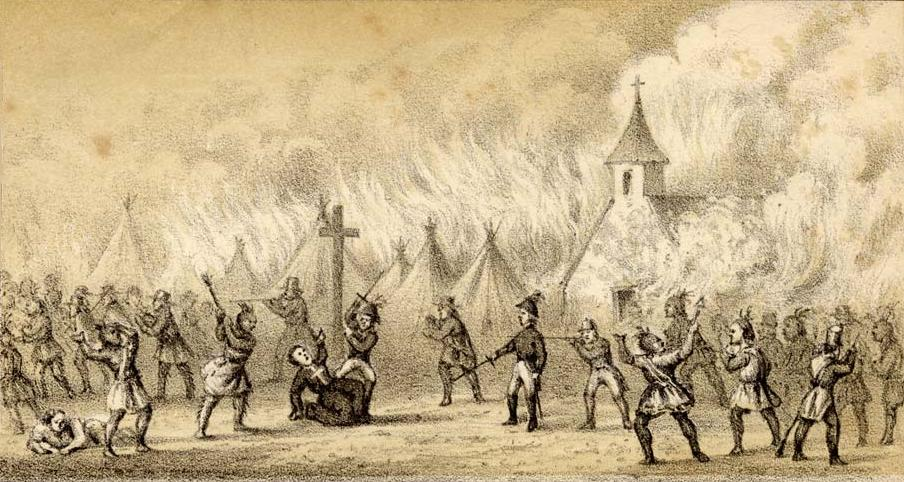
Mort du père Sébastien Racle de la Compagnie de Jésus, lithographie de 1856.

Ce qui devait arriver, arriva. Un jour, une armée de onze cents hommes, composée d'Anglais et d’alliés amérindiens, tomba à l'improviste sur le village de Narrantsouack: le massacre fut presque général. Le père Racle fut tué avec sept Abénaquis qui lui avaient fait un rempart de leurs corps, au pied d'une grande croix plantée par ses soins au centre du village. L'ennemi se retira après avoir brûlé l'église et les cabanes sauvages. Le lendemain, on trouva le cadavre du jésuite percé de coups, la chevelure enlevée, le crâne défoncé, les membres mutilés. Les Abénaquis s'emparèrent de la précieuse dépouille et l'inhumèrent à l'endroit même où, la veille, il avait célébré le saint sacrifice de la messe. 
Le 23 août 1724 vit la consommation de cet odieux assassinat. Le père Racle était dans la soixante-septième année de sa vie, dont il avait consacré trente-quatre aux missions chez les Amérindiens.

## Postérité

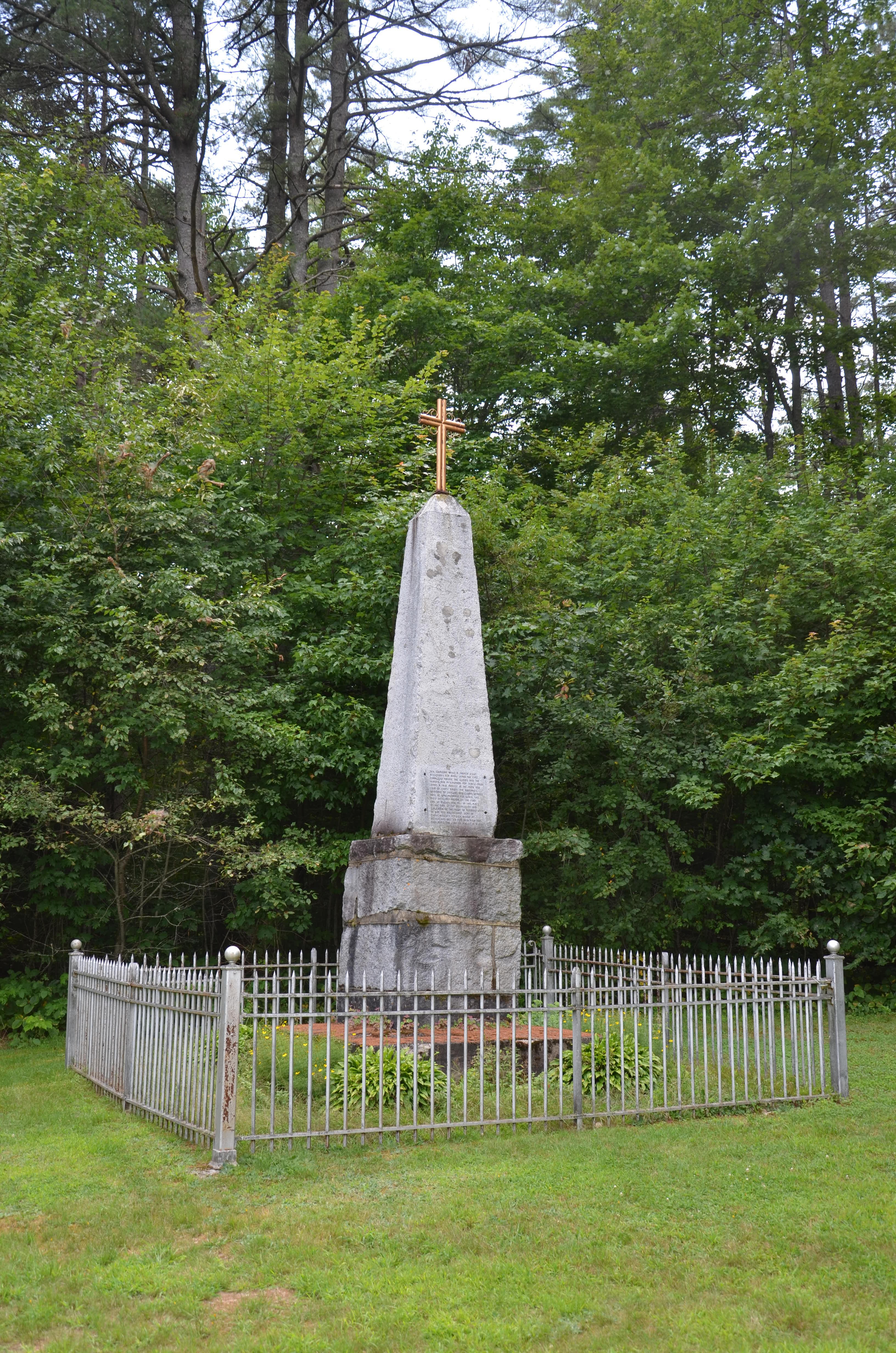
Monument à la mémoire de Sébastien Racle à Madison, Maine.

Le père de la Chasse (1670-1749), qui l'avait plus particulièrement connu, a laissé de lui ce témoignage :

« Le P. Racle joignait aux talents qui font un excellent missionnaire, les vertus que demande le ministère évangélique pour être exercé avec fruit parmi nos sauvages... Il était infatigable dans les exercices de son zèle : sans cesse occupé à exhorter les sauvages à la vertu, il ne pensait qu'à en faire de fervents chrétiens… Nonobstant les continuelles occupations de son ministère, il n'omit jamais les saintes pratiques qui s'observent dans nos maisons. Il se levait et faisait son oraison à l'heure qui y est marquée. Il ne se dispensa jamais des huit jours de la retraite annuelle... Il ne souffrait pas que personne lui prêtât la main pour l'aider dans ses besoins ordinaires, et il se servit toujours lui-même. C'était lui qui cultivait son jardin, qui préparait son bois de chauffage, sa cabane et sa sagamité, qui rapiéçait ses habits déchirés, cherchant par esprit de pauvreté à les faire durer le plus longtemps possible.  La soutane qu'il portait lorsqu'il fut tué, parut si usée et en si mauvais état à ceux qui l'en dépouillèrent, qu'ils ne daignèrent même pas se l'approprier, comme ils en eurent d'abord le dessein. Ils la rejetèrent sur son corps, et elle nous fut renvoyée à Québec. Autant il se traitait durement lui-même, autant il était compatissant et charitable pour les autres. Il n'avait rien à lui, et tout ce qu'il recevait, il le distribuait aussitôt à ces pauvres néophytes. Aussi la plupart ont-ils donné à sa mort des démonstrations de douleur plus vives que s'ils eussent perdu leurs parents les plus proches »

— P. de la Chasse, Lettre du 29 octobre 1724.
L'auteur de récits de voyages américain Francis Parkman en brosse un portrait bien différent :

« Téméraire, décidé, tenace ; hâbleur, sarcastique, souvent blessant, c'était un rebelle porté à regarder les choses , non telles qu'elles sont, mais comme il aurait voulu qu'elles fussent… et malgré cela, certainement sincère dans ses convictions et dévoué à sa tâche ; davantage détestant les Anglais qu'il n'aimait les Indiens, dont il se disait l'ami, quoiqu'il se servît d'eux, à leurs dépens et pour leur ruine, comme instruments de sa politique temporelle. Quant à juger s'il faut le compter au rang des martyrs, n'oublions pas qu'il n'est pas mort comme apôtre de la foi, mais comme activiste du gouvernement canadien. »

— Francis Parkman, 
A Half Century of Conflict
L'opinion générale à cette époque voulait que le père Racle fût immolé en haine de la foi. M. l'abbé de Rellemont, supérieur des Sulpiciens de Montréal, à qui on avait demandé d'appliquer au défunt les suffrages accoutumés, répondit que c'était faire injure à un martyr que de prier pour lui.
En 1833, Mgr Fenwick, évêque de Boston, fit ériger, à l'endroit même où fut enterré le père Racle, un modeste monument à la mémoire du pieux martyr. La première pierre fut posée le 23 août, jour anniversaire de sa mort, en présence des chefs des principales tribus indigènes de son immense diocèse. Ce monument atteste aux yeux des générations futures combien fut précieuse aux yeux des hommes la mémoire de ce jésuite qui préféra la mort plutôt que d'abandonner le peuple de Dieu qui lui était confié.

## Correspondance

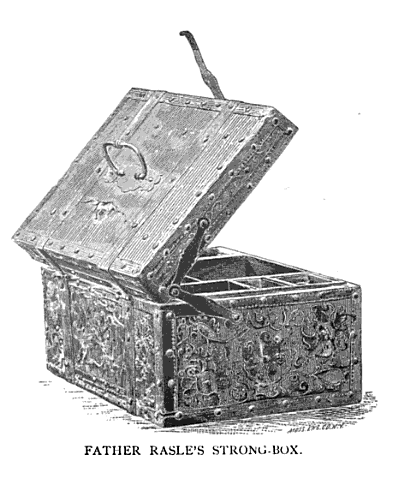
coffre de Sébastien Racle.

- Lettres édifiantes et curieuses écrites des missions étrangères, par quelques missionnaires de la Compagnie de Jésus, Recueil XVII, à Paris chez Nicolas Le Clerc, libraire juré de l'Université, rue de la Bouclerie, près le pont Saint-Michel à l'enseigne de  Saint-Lambert. Cy-devant rue Saint-Jacques, et rue Saint-Jacques chez P. G. Le Mercier fils, proche la fontaine Saint-Séverin, à l'enseigne Saint-Hilaire en 1726
- Lettres édifiantes et curieuses, écrites des missions étrangères, par quelques missionnaires de la Compagnie de Jésus, Recueil XXIII, à Paris, chez Nicolas Le Clerc, libraire juré de l'Université, rue de la Bouclerie, près le pont Saint-Michel, à l'enseigne Saint-Lambert. Ci-devant rue Saint-Jacques, et rue Saint-Jacques chez P.G. Le Mercier à l'enseigne du  Livre d'Or, 1738